# Nazionale maschile di calcio della Spagna
La nazionale di calcio della Spagna (in spagnolo selección de fútbol de España) è la rappresentativa calcistica della Spagna ed è posta sotto l'egida dalla Real Federación Española de Fútbol e attualmente detiene il titolo di campione d'Europa.
È una delle nazionali di calcio più titolate del mondo: detiene il record di campionati europei vinti, con quattro titoli in bacheca (1964, 2008, 2012 e 2024), oltre al secondo posto del 1984, e si è aggiudicata il campionato mondiale nel 2010 e la UEFA Nations League nel 2022-2023. Unitamente all'Argentina è una delle due nazionali che si sono aggiudicate consecutivamente due titoli continentali e un titolo mondiale. Vanta inoltre un secondo posto come miglior risultato nella Confederations Cup (2013), mentre alle Olimpiadi vanta quale miglior risultato due medaglie d'oro ottenute nel 1992 e nel 2024.
I successi ottenuti dalla Spagna dal 2008 al 2012 hanno portato molti esperti ed ex giocatori a definire la compagine spagnola di quel quadriennio una delle migliori nazionali nella storia del calcio. La nazionale spagnola ha vinto il premio di Squadra dell'anno FIFA per sei volte consecutive dal 2008 al 2013, a pari del Brasile, sei volte di fila dal 1994 al 1999. Detiene la sequenza più lunga di vittorie (15) in partite ufficiali ed amichevoli.
Nella classifica mondiale della FIFA, in vigore da agosto 1993, la Spagna ha occupato più volte la vetta della graduatoria: dal luglio 2008 al luglio 2009, dal novembre 2009 all'aprile 2010, dal luglio 2010 all'agosto 2011 e dal settembre 2011 al luglio 2014. Il peggiore posizionamento della Spagna nel ranking è, invece, il 25º posto occupato nel marzo 1998. Attualmente occupa il 2º posto della graduatoria.

## Storia

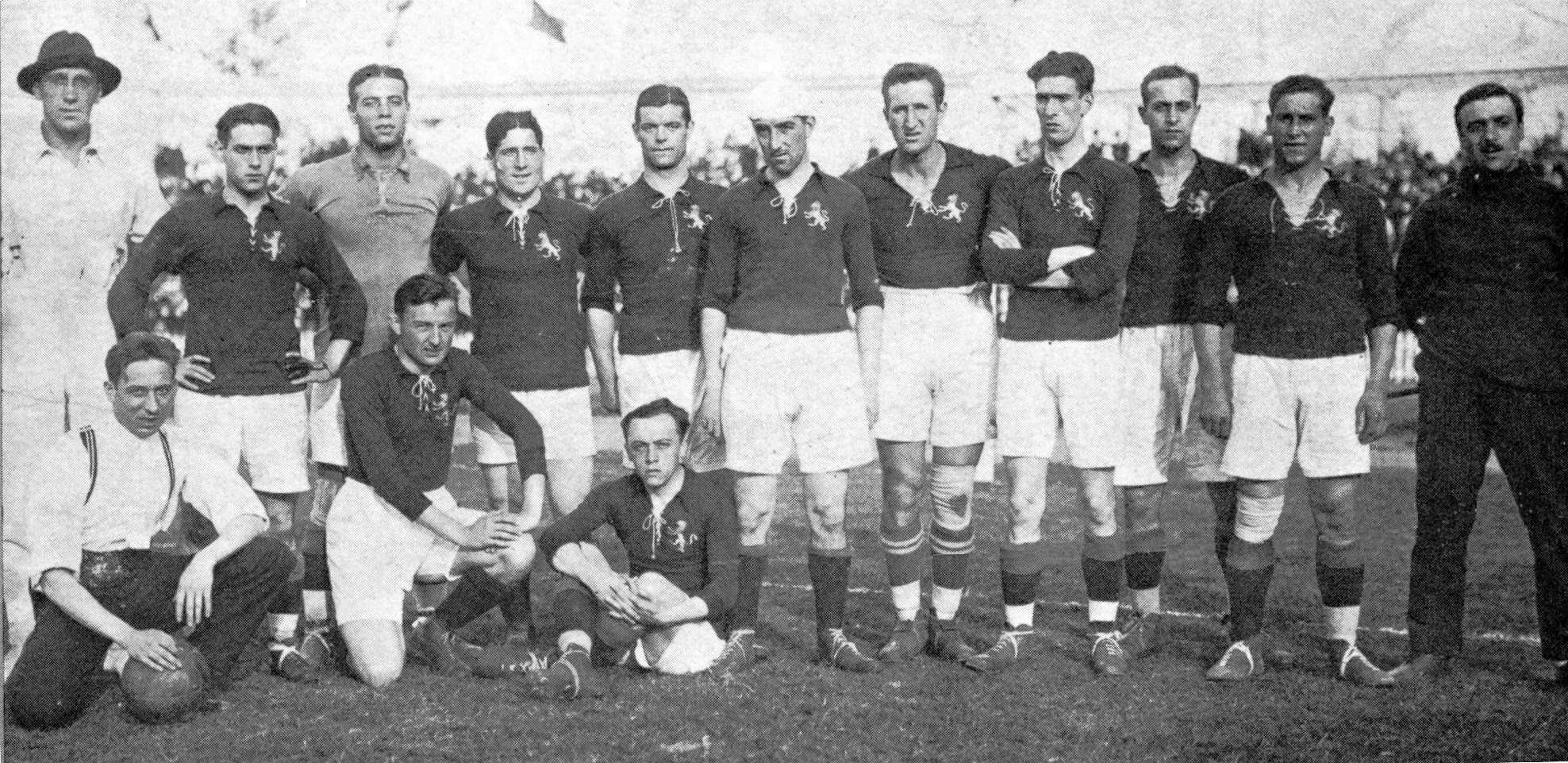
La selezione spagnola nel 1920 ad Anversa

La federcalcio spagnola si affiliò alla FIFA nel 1913. La nazionale spagnola di calcio nacque nel 1920, allo scopo di partecipare all'Olimpiade del 1920 in Belgio, torneo nel corso del quale la squadra compì il proprio esordio internazionale, battendo la Danimarca a Bruxelles; il torneo fu concluso dagli iberici al secondo posto.
La Spagna debuttò al campionato mondiale di calcio in occasione dell'edizione di Italia 1934: dopo aver eliminato il Brasile agli ottavi di finale, uscì ai quarti di finale per mano dell'Italia, squadra poi laureatasi campione del mondo, dopo aver pareggiato la prima partita e perso la ripetizione dell'incontro. A causa della guerra civile spagnola e della seconda guerra mondiale, la compagine spagnola fu inattiva dal 1934 al 1950, anno in cui si qualificò al mondiale brasiliano, che concluse al quarto posto. Fino al 2010 questo rimase il migliore risultato della Spagna al mondiale.
Nell'edizione inaugurale del campionato europeo di calcio, nel 1960, la Spagna si fermò ai quarti di finale, eliminata dall'Unione Sovietica. Quattro anni più tardi, all'europeo giocato in casa, gli spagnoli si laurearono campioni d'Europa, battendo per 2-1 in finale proprio l'Unione Sovietica allo stadio Santiago Bernabéu di Madrid.
I decenni successivi furono caratterizzati da un lungo digiuno di vittorie per le Furie rosse, incapaci di qualificarsi al mondiale per due edizioni consecutive negli anni '70 ed eliminate al secondo turno del campionato del mondo 1982 giocato in casa. Pur battuta solo in finale al campionato d'Europa 1984, vinto dalla Francia padrona di casa, negli anni seguenti la Spagna non andò oltre i quarti di finale del mondiale, raggiunti nel 1986, nel 1994 (eliminazione contro l'Italia poi finalista del torneo) e nel 2002, e i quarti di finale dell'europeo, raggiunti nel 1996 e nel 2000.
Un ciclo di vittorie iniziò per la Spagna verso la fine del primo decennio del XXI secolo. Sotto la guida del commissario tecnico Luis Aragonés le Furie rosse si aggiudicarono il campionato d'Europa 2008 in Austria e Svizzera battendo per 1-0 in finale la Germania e mettendo in bacheca un grande trofeo dopo 44 anni di attesa. Grazie a questa vittoria la Spagna si issò per la prima volta al primo posto della classifica mondiale della FIFA. Nel 2010 i successi proseguirono sotto la guida del commissario tecnico Vicente del Bosque, che condusse gli iberici a vincere per la prima volta il mondiale, trionfando nell'edizione sudafricana grazie al successo per 1-0 in finale ai tempi supplementari contro i Paesi Bassi. Il dominio spagnolo continuò al campionato d'Europa 2012, che la Spagna vinse battendo per 4-0 l'Italia nella finale di Kiev: per la prima volta una nazionale riuscì ad aggiudicarsi per due volte consecutive il titolo di campione d'Europa.
Conclusosi il ciclo di vittorie, la Spagna, classificatasi seconda alla Confederations Cup 2013, fu eliminata al primo turno al campionato del mondo 2014 e agli ottavi di finale al campionato d'Europa 2016, al campionato del mondo 2018 e al campionato del mondo 2022, mentre al campionato d'Europa 2020 raggiunse le semifinali, dove fu eliminata dall'Italia, poi vincitrice dell'europeo. Nella UEFA Nations League si classificò seconda nel 2020-2021, sconfitta in finale dalla Francia, e vinse il torneo nel 2022-2023, battendo in finale ai rigori la Croazia. La Spagna tornò poi al successo in ambito continentale aggiudicandosi il campionato d'Europa 2024, grazie alla vittoria per 2-1 contro l'Inghilterra nella finale di Berlino, e diventando così la nazionale più titolata nella competizione, con quattro affermazioni. Seguì il secondo posto nella UEFA Nations League 2024-2025.

## Colori e simboli

### Colori

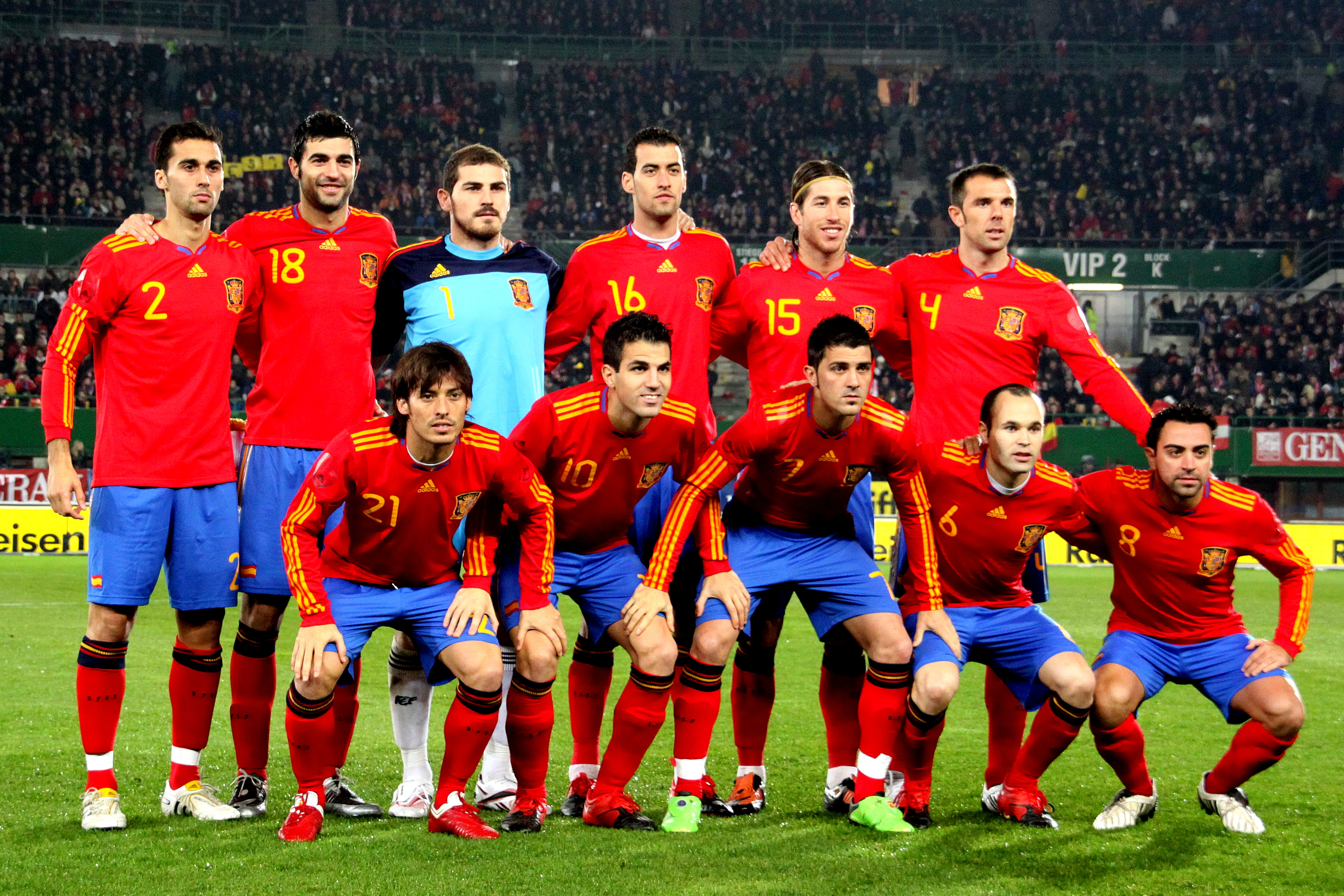
La classica prima divisa della Spagna: maglia rossa con dettagli gialli, pantaloncini blu e calzettoni rossi.

I colori e lo stemma vennero decisi nel 1920 dall'allora presidente del Comitato olimpico spagnolo Gonzalo Figueroa y Torres, marchese di Villamejor, per i futuri Giochi olimpici invernali che si sarebbero disputati ad Anversa; come stemma fu scelto un leone rampante giallo e come colore della maglia quello predominante sulla bandiera spagnola, il rosso. Il leone venne scelto in luogo dello stemma nazionale (tale a quello presente sulla bandiera) perché i giochi si sarebbero disputati appunto ad Anversa, nell'antico ducato di Brabante, che in passato era stato un possedimento della Spagna, dal cui vessillo si riprese questo emblema. Tale araldica, presente anche nello stemma personale del re Alfonso XIII, avrebbe accompagnato gli sportivi spagnoli in quell'Olimpiade. Avrebbero completato la divisa calzoncini bianchi e calzettoni neri.
La divisa subì cambiamenti significativi dovuti alla guerra civile spagnola. La situazione del paese, diviso tra sostenitori dell'Ejército Popular de la República e del Bando nacional, fece in modo che si abbandonasse il colore rosso per motivi politici. La Spagna vestì il colore bianco nella zona nazionale, unica area in cui erano permessi incontri calcistici. Con questi colori giocò contro la nazionale portoghese in vari incontri e con lo stemma del giogo e delle frecce del Bando Nacional. Alla fine della guerra civile, nella quale risultarono vittoriosi i nazionalisti, la maglia diventò di colore blu, perché il rosso era il colore che identificava lo sconfitto campo repubblicano.
Nel 1947 il generale Moscardó, l'allora delegato nazionale allo sport, ripristinò la primigenia maglia rossa, che avrebbe relegato il blu alla maglia da trasferta. Entrambi i colori si sarebbero mantenuti nei decenni a venire, salvo piccole variazioni (come la maglia del 1994 ornata da losanghe gialloblù o quella del 1998 con lo scollo e la parte inferiore delle maniche blu notte). I numeri sulle maglie erano tradizionalmente bianchi; dal campionato d'Europa 2000 divennero gialli (colore presente sulla bandiera nazionale insieme al rosso della maglia).
La maglia della nazionale spagnola conobbe una svolta nel novembre 2013: la nuova divisa della squadra per il campionato del mondo 2014 fu interamente rossa, compresi i pantaloncini, con righe dorate. Frontalmente il rosso della maglia veniva segnato da linee verticali declinate tono su tono, che si rimpicciolivano dall'esterno verso l'interno. Sul petto campeggiavano ricamati in oro, oltre allo sponsor tecnico al centro, la patch FIFA che identificava gli spagnoli come campioni uscenti sulla destra e lo stemma nazionale sulla sinistra, sovrastato dalla stella del titolo mondiale. Per quanto riguarda quest'ultimo dettaglio, il lancio della nuova maglia fu l'occasione per correggere l'errore delle maglie precedenti che aveva destato tanto scalpore. Il dettaglio in sé era minuscolo, ma allo stesso tempo significativo, perché rappresentava la discendenza della Spagna dal ramo esatto della famiglia Borbone e non rispecchiava lo scudo presente sulla bandiera nazionale.
L'emblema subì evoluzioni per lo stesso motivo, fino a che, a partire dal 1981, fu usato lo stemma d'armi della corona borbonica come araldica.
Il fornitore ufficiale è dal 1990 Adidas, in sostituzione di Le Coq sportif, che a sua volta aveva preso il posto della casa tedesca nella seconda metà degli anni '80.

### Divise storiche
| 1920-21 | 1921-22 | 1922-24 | 1924 1 | 1924-31 | 1931-34 | 1934 | 1934-36 | 1936-39 2 | 1939-45 |

| 1945-47 | 1947-59 | 1959-79 | 1979-81 | 1981-83 | 1983-85 | 1985-87 | 1987-91 | 1991-92 | 1992-93 |

| 1994-95 | 1995-97 | 1997-99 | 1999-01 | 2001-03 | 2003-05 | 2005-07 | 2007-09 | 2009 | 2009-10 |

| 2010-11 | 2011-12 | 2012-13 | 2013-15 | 2015-17 | 2017-19 | 2020-22 | 2022-24 | 2024-oggi |

Nota1: Durante la guerra civile, la nazionale spagnola giocò solo alcune amichevoli. Dopo la divisione del territorio in zona repubblicana e zona nazionale, era solo in quest'ultima che veniva permessa la disputa di partite. Questi incontri amichevoli furono giocati in maglia bianca, rigettando il colore rosso per rifarsi al bando repubblicano.

Nota2: Dopo la vittoria del Bando nazionalista guidato da Francisco Franco, questi decretò che la nazionale giocasse in maglia blu, per le stesse precedenti ragioni.

### Simbolo
La Selección porta sul petto soltanto lo stemma nazionale spagnolo e non quello della propria federazione calcistica (RFEF). Questo perché la nazionale, sin dalla sua costituzione, non è stata mai vista come una selezione della federazione, ma come squadra che rappresentasse l'intera nazione a tutti gli effetti, come fosse una cosa pubblica. Il richiamo all'ente governativo del calcio spagnolo è successivamente stato aggiunto racchiudendo lo stemma in un ulteriore scudo, entro il quale trovano posto un pallone da calcio, un cartiglio nei colori nazionali giallo-rosso recante l'acronimo RFEF e l'anno di fondazione della federazione. Dal 2021 siffatto disegno è declinato nella sola bicromia giallorossa e in punta, in luogo del cartiglio, appare il logo federale adottato contestualmente.
La divise recano inoltre quasi sempre la bandiera civile nazionale: richiami ad essa hanno spesso decorato la divisa sulle maniche, sullo scollo o sui calzettoni.
Nel 2012 un professore spagnolo di araldica fece notare pubblicamente che lo stemma ricamato sulle maglie della Roja presentava un errore: lo scudo spagnolo blu con tre gigli gialli posto al centro dell'emblema rappresenta, infatti, il simbolo del ramo francese della famiglia Borbone, mentre il ramo spagnolo adotta la medesima blasonatura, contenuta però in un ancile bordato di rosso. Dai quarti di finale del campionato d'Europa 2012 lo stemma impresso sulle maglie fu rettificato. L'Adidas, sponsor tecnico della selezione, rese noto che tale errore risalirebbe al campionato d'Europa 1996 (anche se già l campionato del mondo 1994 era presente lo stemma errato).

Stemma della Spagna
Emblema della nazionale in uso fino al 2012: è evidente la discrepanza nello scudetto borbonico al centro dell'insieme
Versione in uso dal 2012 al 2021, con stemma borbonico rettificato
Scudetto in uso dal 2021

## Stile di gioco

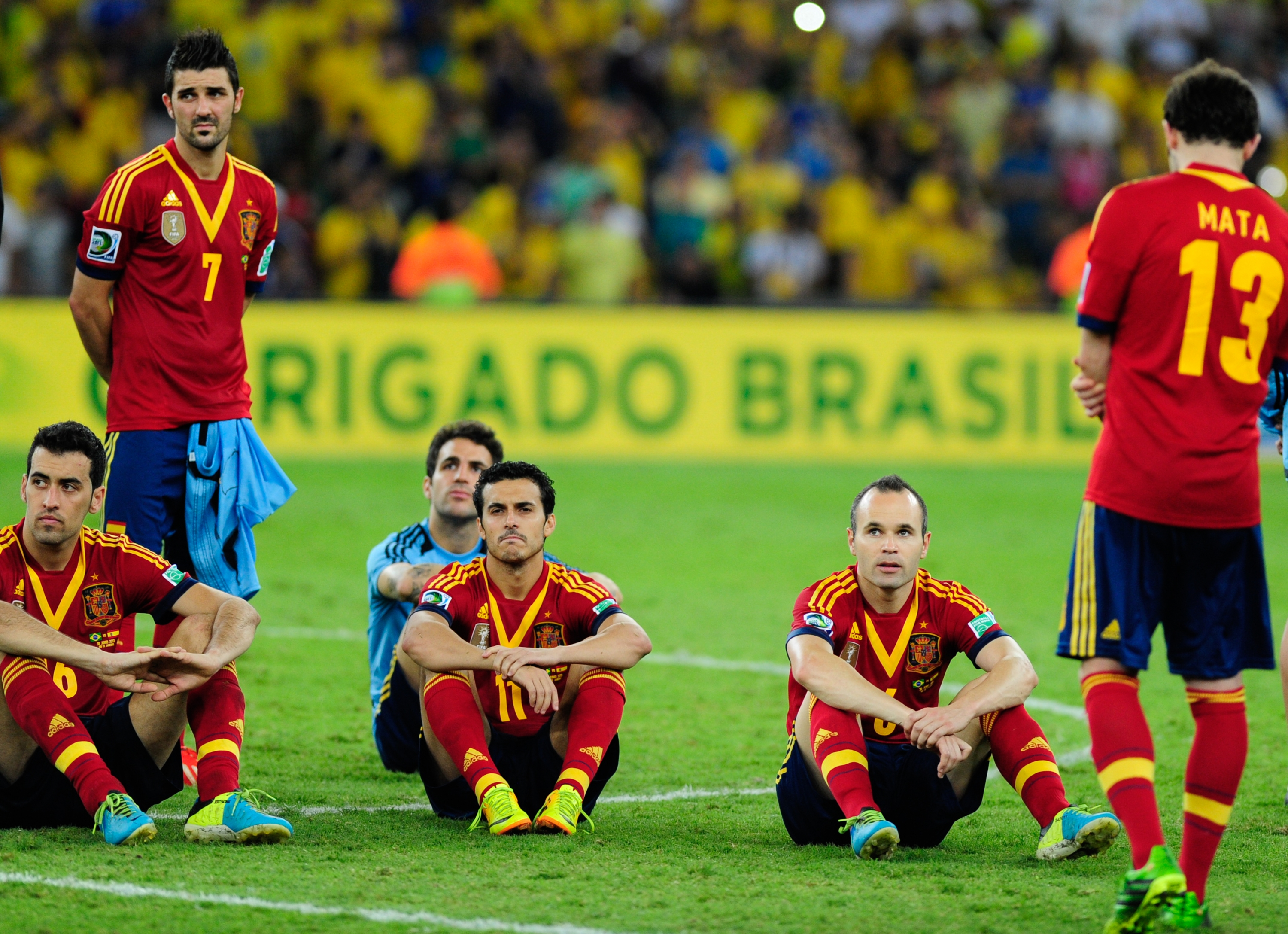
I giocatori della Spagna sconsolati dopo la sconfitta nella finale di Confederations Cup 2013 contro il

Lo stile adottato verso la fine del primo decennio del XXI secolo dalla nazionale iberica (e anche dal Barcellona dell'allenatore Josep Guardiola) è il tiki-taka (in spagnolo tiqui-taca). Questo stile di gioco è caratterizzato da ragnatele di passaggi rasoterra svolti con estrema calma, in modo da imporre il proprio possesso di palla per la maggior parte della durata della partita. Il tiki-taka è stato la base per i successi della Spagna campione del mondo nel 2010 e due volte campione d'Europa (2008 e 2012), sotto la guida degli allenatori Luis Aragonés e Vicente del Bosque.
Lo scopo è diminuire le possibilità e il tempo a disposizione dell'avversario per compiere azioni, mentre si costringe quest'ultimo a inseguire la sfera e a stancarsi. Per questo motivo in tale schema di gioco sono particolarmente importanti i calciatori fisicamente non imponenti, ma dalle grandi capacità tecniche. Il possesso della palla è mantenuto con molta pazienza, principalmente per vie orizzontali, mentre le verticalizzazioni sono limitate soltanto ai momenti in cui capita di riuscire a trovare nitidi spazi tra le linee; questi ultimi sono facilitati poiché l'avversario che subisce il tiki-taka è obbligato a rimanere in fase difensiva e di attesa per un lasso di tempo molto più lungo del solito, quindi ha statisticamente più possibilità di commettere un errore o semplicemente di distrarsi.
Il telecronista spagnolo Andrés Montes è famoso per aver coniato l'espressione tiki-taka durante il commento di una partita della Spagna di Aragonés sulla televisione La Sexta in occasione del campionato del mondo 2006, dicendo "Estamos tocando tiqui-taca-tiqui-taca", anche se il termine era già utilizzato in maniera colloquiale nel calcio spagnolo per indicare il gioco del Barcellona. Secondo Raphael Honigstein, il tiki-taka è "un'importante evoluzione del calcio totale, ma se ne differenzia principalmente perché si concentra sui continui movimenti rasoterra del pallone piuttosto che dei giocatori. Controllare la palla con calma per lungo tempo significa, infatti, controllare anche l'avversario, poiché quest'ultimo è impossibilitato a giocare."

## Stadio
La Spagna non ha un vero e proprio stadio nazionale designato; solitamente le partite più importanti vengono giocate allo stadio Santiago Bernabéu di Madrid, impianto che ospita gli incontri casalinghi del Real Madrid, o, più recentemente, allo stadio de la Cartuja di Siviglia. Altri stadi di importanza nazionale in cui la Spagna ha giocato sono il stadio Vicente Calderón, impianto chiuso nel 2017 e poi demolito, e lo stadio Cívitas Metropolitano, entrambi situati a Madrid, lo stadio San Mamés di Bilbao, il Camp Nou e lo stadio olimpico Lluís Companys di Barcellona, lo stadio di Mestalla di Valencia e lo stadio Ramón Sánchez-Pizjuán di Siviglia.
Le partite amichevoli, così come le gare di qualificazione contro avversari modesti, vengono disputate in stadi provinciali. Le gare di qualificazione al campionato del mondo del 2014 si disputarono allo stadio El Molinón di Gijón, allo stadio de Son Moix di Palma di Maiorca e allo stadio Carlos Belmonte di Albacete.

## Palmarès
- Campionato mondiale: 1

Sudafrica 2010
- Campionato d'Europa: 4  (record)

Spagna 1964, Austria-Svizzera 2008, Polonia-Ucraina 2012, Germania 2024
- UEFA Nations League: 1

2022-2023

## Partecipazioni ai tornei internazionali
Legenda: Grassetto: Risultato migliore, Corsivo: Mancate partecipazioni

## Statistiche dettagliate sui tornei internazionali

### Mondiali
| Anno | Luogo                    | Piazzamento      | V | N | P | Gol   |
| ---- | ------------------------ | ---------------- | - | - | - | ----- |
| 1930 | Uruguay                  | Non partecipante | - | - | - | -     |
| 1934 | Italia                   | Quarti di finale | 1 | 1 | 1 | 4:3   |
| 1938 | Francia                  | Non partecipante | - | - | - | -     |
| 1950 | Brasile                  | Quarto posto     | 3 | 1 | 2 | 10:12 |
| 1954 | Svizzera                 | Non qualificata  | - | - | - | -     |
| 1958 | Svezia                   | Non qualificata  | - | - | - | -     |
| 1962 | Cile                     | Primo turno      | 1 | 0 | 2 | 2:3   |
| 1966 | Inghilterra              | Primo turno      | 1 | 0 | 2 | 4:5   |
| 1970 | Messico                  | Non qualificata  | - | - | - | -     |
| 1974 | Germania Ovest           | Non qualificata  | - | - | - | -     |
| 1978 | Argentina                | Primo turno      | 1 | 1 | 1 | 2:2   |
| 1982 | Spagna                   | Secondo turno    | 1 | 2 | 2 | 4:5   |
| 1986 | Messico                  | Quarti di finale | 3 | 1 | 1 | 11:4  |
| 1990 | Italia                   | Ottavi di finale | 2 | 1 | 1 | 6:4   |
| 1994 | Stati Uniti              | Quarti di finale | 2 | 2 | 1 | 10:6  |
| 1998 | Francia                  | Primo turno      | 1 | 1 | 1 | 8:4   |
| 2002 | Corea del Sud / Giappone | Quarti di finale | 3 | 2 | 0 | 10:5  |
| 2006 | Germania                 | Ottavi di finale | 3 | 0 | 1 | 9:4   |
| 2010 | Sudafrica                | Campione         | 6 | 0 | 1 | 8:2   |
| 2014 | Brasile                  | Primo turno      | 1 | 0 | 2 | 4:7   |
| 2018 | Russia                   | Ottavi di finale | 1 | 3 | 0 | 7:6   |
| 2022 | Qatar                    | Ottavi di finale | 1 | 2 | 1 | 9:3   |

### Europei
| Anno | Luogo                | Piazzamento      | V | N | P | Gol  |
| ---- | -------------------- | ---------------- | - | - | - | ---- |
| 1960 | Francia              | Ritirata         | - | - | - | -    |
| 1964 | Spagna               | Campione         | 2 | 0 | 0 | 4:2  |
| 1968 | Italia               | Non qualificata  | - | - | - | -    |
| 1972 | Belgio               | Non qualificata  | - | - | - | -    |
| 1976 | Jugoslavia           | Non qualificata  | - | - | - | -    |
| 1980 | Italia               | Primo turno      | 0 | 1 | 2 | 2:4  |
| 1984 | Francia              | Secondo posto    | 1 | 3 | 1 | 4:5  |
| 1988 | Germania Ovest       | Primo turno      | 1 | 0 | 2 | 3:5  |
| 1992 | Svezia               | Non qualificata  | - | - | - | -    |
| 1996 | Inghilterra          | Quarti di finale | 1 | 3 | 0 | 4:3  |
| 2000 | Belgio / Paesi Bassi | Quarti di finale | 2 | 0 | 2 | 7:7  |
| 2004 | Portogallo           | Primo turno      | 1 | 1 | 1 | 2:2  |
| 2008 | Austria / Svizzera   | Campione         | 5 | 1 | 0 | 12:3 |
| 2012 | Polonia / Ucraina    | Campione         | 4 | 2 | 0 | 12:1 |
| 2016 | Francia              | Ottavi di finale | 2 | 0 | 2 | 5:4  |
| 2020 | Europa               | Semifinali       | 2 | 4 | 0 | 13:6 |
| 2024 | Germania             | Campione         | 7 | 0 | 0 | 15:4 |

### Confederations Cup
| Anno | Luogo                    | Piazzamento     | V | N | P | Gol  |
| ---- | ------------------------ | --------------- | - | - | - | ---- |
| 1992 | Arabia Saudita           | Non invitata    | - | - | - | -    |
| 1995 | Arabia Saudita           | Non invitata    | - | - | - | -    |
| 1997 | Arabia Saudita           | Non qualificata | - | - | - | -    |
| 1999 | Messico                  | Non qualificata | - | - | - | -    |
| 2001 | Corea del Sud / Giappone | Non qualificata | - | - | - | -    |
| 2003 | Francia                  | Non qualificata | - | - | - | -    |
| 2005 | Germania                 | Non qualificata | - | - | - | -    |
| 2009 | Sudafrica                | Terzo posto     | 4 | 0 | 1 | 11:4 |
| 2013 | Brasile                  | Secondo posto   | 3 | 1 | 1 | 15:4 |
| 2017 | Russia                   | Non qualificata | - | - | - | -    |

### UEFA Nations League
| Anno      | Luogo       | Piazzamento   | V | N | P | Gol   |
| --------- | ----------- | ------------- | - | - | - | ----- |
| 2018-2019 | Portogallo  | 7° in Lega A  | 2 | 0 | 2 | 12:7  |
| 2020-2021 | Italia      | Secondo posto | 4 | 2 | 2 | 16:6  |
| 2022-2023 | Paesi Bassi | Campione      | 4 | 3 | 1 | 10:6  |
| 2024-2025 | Germania    | Secondo posto | 6 | 4 | 0 | 25:15 |

### Giochi olimpici
| Anno | Luogo      | Piazzamento | V | N | P | Gol |
| ---- | ---------- | ----------- | - | - | - | --- |
| 1920 | Anversa    | Argento     | 1 | 0 | 1 | 1:3 |
| 1992 | Barcellona | Oro         | 6 | 0 | 0 | 3:2 |
| 2000 | Sydney     | Argento     | 4 | 0 | 1 | 2:2 |
| 2020 | Tokyo      | Argento     | 3 | 2 | 1 | 1:2 |
| 2024 | Parigi     | Oro         | 5 | 0 | 1 | 5:3 |

## Tutte le rose

### Mondiali
Coppa del mondo FIFA 1934P Nogués, P Zamora, D Ciriaco, D Hilario, D Quincoces, D Zabalo, C Cilaurren, C Marculeta, C Muguerza, A Bosch, A Campanal, A Chacho, A Fede, A Gorostiza, A Iraragorri, A Lafuente, A Lángara, A Lecue, A Marín, A Regueiro, A Solé, A Ventolrà, CT: García
Coppa del Mondo FIFA 1950P Acuña, P I. Eizaguirre, P Ramallets, D Alonso, D Antúnez, D Asensi, D Gonzalvo II, D Lesmes, D Parra, D Silva, C Gonzalvo III, C Nando, C Puchades, A Basora, A César, A Gaínza, A Hernández, A Igoa, A Juncosa, A Molowny, A Panizo, A Zarra, CT: G. Eizaguirre
Coppa del Mondo FIFA 19621 Araquistáin, 2 Sadurní, 3 Carmelo, 4 Collar, 5 del Sol, 6 Di Stéfano, 7 Echeberría, 8 Garay, 9 Gento, 10 Gràcia, 11 Rivilla, 12 Peiró, 13 Pachín, 14 Puskás, 15 Martínez, 16 Reija, 17 Rodri, 18 Adelardo, 19 Santamaría, 20 Segarra, 21 Suárez, 22 Vergés, CT: Herrera
Coppa del mondo FIFA 19661 Iribar, 2 Sanchís, 3 Eladio, 4 del Sol, 5 Zoco, 6 Glaría, 7 Ufarte, 8 Amancio, 9 Marcelino, 10 Suárez, 11 Gento, 12 Betancort, 13 Reina, 14 Rivilla, 15 Reija, 16 Olivella, 17 Gallego, 18 Pirri, 19 Fusté, 20 Peiró, 21 Adelardo, 22 Lapetra, CT: Villalonga
Coppa del Mondo FIFA 19781 Arconada, 2 de la Cruz, 3 Uría, 4 Asensi, 5 Migueli, 6 Biosca, 7 Dani, 8 Juanito, 9 Quini, 10 Santillana, 11 Cardeñosa, 12 Guzmán, 13 Miguel Ángel, 14 Leal, 15 Marañón, 16 Olmo, 17 Marcelino, 18 Pirri, 19 Rexach, 20 Cano, 21 San José, 22 Urruti, CT: Kubala
Coppa del Mondo FIFA 19821 Arconada, 2 Camacho, 3 Gordillo, 4 Alonso, 5 Tendillo, 6 Alexanko, 7 Juanito, 8 Joaquín, 9 Satrústegui, 10 Zamora, 11 Ufarte, 12 Urquiaga, 13 M. Jiménez, 14 Maceda, 15 Saura, 16 Sánchez, 17 Gallego, 18 Pedro Uralde, 19 Santillana, 20 Quini, 21 Urruti, 22 Miguel Ángel, CT: Santamaría
Coppa del Mondo FIFA 19861 Zubizarreta, 2 Tomás, 3 Camacho, 4 Maceda, 5 Víctor, 6 Gordillo, 7 Señor, 8 Goikoetxea, 9 Butragueño, 10 Carrasco, 11 Julio Alberto, 12 Setién, 13 Urruti, 14 Gallego, 15 Chendo, 16 Rincón, 17 Francisco, 18 Calderé, 19 Salinas, 20 Eloy, 21 Míchel, 22 Ablanedo, CT: Muñoz
Coppa del Mondo FIFA 19901 Zubizarreta, 2 Chendo, 3 Jiménez, 4 Andrinua, 5 Sanchís, 6 Martín Vázquez, 7 Pardeza, 8 Quique, 9 Butragueño, 10 Fernando, 11 Villarroya, 12 Alkorta, 13 Ablanedo, 14 Górriz, 15 Roberto, 16 Bakero, 17 Hierro, 18 Paz, 19 Salinas, 20 Manolo, 21 Míchel, 22 Ochotorena, CT: Suárez
Coppa del Mondo FIFA 19941 Zubizarreta, 2 Ferrer, 3 Otero, 4 Camarasa, 5 Abelardo, 6 Hierro, 7 Goikoetxea, 8 Guerrero, 9 Guardiola, 10 Bakero, 11 Begiristain, 12 Sergi, 13 Cañizares, 14 Juanele, 15 Caminero, 16 Miñambres, 17 Voro, 18 Alkorta, 19 Salinas, 20 Nadal, 21 Luis Enrique, 22 Lopetegui, CT: Clemente
Coppa del Mondo FIFA 19981 Zubizarreta, 2 Ferrer, 3 Aranzábal, 4 Alkorta, 5 Abelardo, 6 Hierro, 7 Morientes, 8 Guerrero, 9 Pizzi, 10 Raúl, 11 Alfonso, 12 Sergi, 13 Cañizares, 14 Campo, 15 Aguilera, 16 Celades, 17 Etxeberria, 18 Amor, 19 Kiko, 20 Nadal, 21 Luis Enrique, 22 Molina, CT: Clemente
Coppa del Mondo FIFA 20021 Casillas, 2 Curro Torres, 3 Juanfran, 4 Helguera, 5 Puyol, 6 Hierro, 7 Raúl, 8 Baraja, 9 Morientes, 10 Tristán, 11 De Pedro, 12 Luque, 13 Ricardo, 14 Albelda, 15 Romero, 16 Mendieta, 17 Valerón, 18 Sergio, 19 Xavi, 20 Nadal, 21 Luis Enrique, 22 Joaquín, 23 Contreras, CT: Camacho
Coppa del Mondo FIFA 20061 Casillas, 2 Salgado, 3 Pernía, 4 Marchena, 5 Puyol, 6 Albelda, 7 Raúl, 8 Xavi, 9 Torres, 10 Reyes, 11 Luis García, 12 López, 13 Iniesta, 14 Alonso, 15 Ramos, 16 Senna, 17 Joaquín, 18 Fàbregas, 19 Cañizares, 20 Juanito, 21 Villa, 22 Pablo, 23 Reina, CT: Aragonés
Coppa del Mondo FIFA 20101 Casillas, 2 Albiol, 3 Piqué, 4 Marchena, 5 Puyol, 6 Iniesta, 7 Villa, 8 Xavi, 9 Torres, 10 Fàbregas, 11 Capdevila, 12 Valdés, 13 Mata, 14 Alonso, 15 Ramos, 16 Busquets, 17 Arbeloa, 18 Pedro, 19 Llorente, 20 Martínez, 21 Silva, 22 Navas, 23 Reina, CT: del Bosque
Coppa del Mondo FIFA 20141 Casillas, 2 Albiol, 3 Piqué, 4 Martínez, 5 Juanfran, 6 Iniesta, 7 Villa, 8 Xavi, 9 Torres, 10 Fàbregas, 11 Pedro, 12 de Gea, 13 Mata, 14 Alonso, 15 Ramos, 16 Busquets, 17 Koke, 18 Alba, 19 Diego Costa, 20 Cazorla, 21 Silva, 22 Azpilicueta, 23 Reina, CT: del Bosque
Coppa del Mondo FIFA 20181 de Gea, 2 Carvajal, 3 Piqué, 4 Nacho, 5 Busquets, 6 Iniesta, 7 Saúl, 8 Koke, 9 Rodrigo, 10 Thiago, 11 Vázquez, 12 Odriozola, 13 Kepa, 14 Azpilicueta, 15 Ramos, 16 Monreal, 17 Aspas, 18 Alba, 19 Diego Costa, 20 Asensio, 21 Silva, 22 Isco, 23 Reina, CT: Hierro
Coppa del Mondo FIFA 20221 Sánchez, 2 Azpilicueta, 3 García, 4 P. Torres, 5 Busquets, 6 Llorente, 7 Morata, 8 Koke, 9 Gavi, 10 Asensio, 11 F. Torres, 12 Williams, 13 Raya, 14 Balde, 15 Guillamón, 16 Rodri, 17 Pino, 18 Alba, 19 Soler, 20 Carvajal, 21 Olmo, 22 Sarabia, 23 Simón, 24 Laporte, 25 Fati, 26 Pedri, CT: Luis Enrique

### Europei
Campionato d'Europa UEFA 1964P Iribar, P Pepín, P Train, D Calleja, D Echeberría, D Olivella, D Reija, D Rivilla, C Adelardo, C del Sol, C Fusté, C Ruiz, C Suárez, C Zoco, A Amancio, A Collar, A Guillot, A Lapetra, A Marcelino, A Pereda, CT: Villalonga
Campionato d'Europa UEFA 19801 Arconada, 2 Alexanko, 3 Migueli, 4 J. Diego, 5 Uría, 6 Asensi, 7 Dani, 8 Cardeñosa, 9 Carrasco, 10 Quini, 11 del Bosque, 12 Juanito, 13 Urruti, 14 Gordillo, 15 Olmo, 16 Santillana, 17 Satrústegui, 18 Saura, 19 Cundi, 20 Tendillo, 21 Zamora, 22 Artola, CT: Kubala
Campionato d'Europa UEFA 19841 Arconada, 2 Urquiaga, 3 Camacho, 4 Maceda, 5 Goikoetxea, 6 Gordillo, 7 Señor, 8 Víctor, 9 Santillana, 10 Gallego, 11 Carrasco, 12 Salva, 13 Buyo, 14 Julio Alberto, 15 Roberto, 16 Francisco, 17 Alonso, 18 Butragueño, 19 Sarabia, 20 Zubizarreta, CT: Muñoz
Campionato d’Europa UEFA 19881 Zubizarreta, 2 Reñones, 3 Camacho, 4 Andrinua, 5 Víctor, 6 Calderé, 7 Salinas, 8 Sanchís, 9 Butragueño, 10 Eloy, 11 Gordillo, 12 Rodríguez, 13 Buyo, 14 Gallego, 15 Eusebio, 16 Bakero, 17 Begiristain, 18 Soler, 19 Martín Vázquez, 20 Míchel, CT: Muñoz
Campionato d’Europa UEFA 19961 Zubizarreta, 2 López, 3 Belsué, 4 Alkorta, 5 Abelardo, 6 Hierro, 7 Amavisca, 8 Guerrero, 9 Pizzi, 10 Donato, 11 Alfonso, 12 Sergi, 13 Cañizares, 14 Kiko, 15 Caminero, 16 Otero, 17 Manjarín, 18 Amor, 19 Salinas, 20 Nadal, 21 Luis Enrique, 22 José Molina, CT: Clemente
Campionato d’Europa UEFA 20001 Cañizares, 2 Salgado, 3 Aranzábal, 4 Guardiola, 5 Abelardo, 6 Hierro, 7 Helguera, 8 Fran, 9 Munitis, 10 Raúl, 11 Alfonso, 12 Sergi, 13 Casillas, 14 Gerard, 15 Vicente, 16 Mendieta, 17 Etxeberria, 18 Paco, 19 Velasco, 20 Urzaiz, 21 Valerón, 22 Molina, CT: Camacho
Campionato d’Europa UEFA 20041 Cañizares, 2 Capdevila, 3 Marchena, 4 Albelda, 5 Puyol, 6 Helguera, 7 Raúl, 8 Baraja, 9 Torres, 10 Morientes, 11 Luque, 12 Gabri, 13 Aranzubía, 14 Vicente, 15 Raúl Bravo, 16 Alonso, 17 Etxeberria, 18 César Martín, 19 Joaquín, 20 Xavi, 21 Valerón, 22 Juanito, 23 Casillas, CT: Sáez
Campionato d’Europa UEFA 20081 Casillas, 2 Albiol, 3 Navarro, 4 Marchena, 5 Puyol, 6 Iniesta, 7 Villa, 8 Xavi, 9 Torres, 10 Fàbregas, 11 Capdevila, 12 Cazorla, 13 Palop, 14 Alonso, 15 Ramos, 16 García, 17 Güiza, 18 Arbeloa, 19 Senna, 20 Juanito, 21 Silva, 22 de la Red, 23 Reina, CT: Aragonés
Campionato d’Europa UEFA 20121 Casillas, 2 Albiol, 3 Piqué, 4 Martínez, 5 Juanfran, 6 Iniesta, 7 Pedro, 8 Xavi, 9 Torres, 10 Fàbregas, 11 Negredo, 12 Valdés, 13 Mata, 14 Alonso, 15 Ramos, 16 Busquets, 17 Arbeloa, 18 Jordi Alba, 19 Llorente, 20 Cazorla, 21 Silva, 22 Navas, 23 Reina, CT: del Bosque
Campionato d'Europa UEFA 20161 Casillas, 2 Azpilicueta, 3 Piqué, 4 Bartra, 5 Busquets, 6 Iniesta, 7 Morata, 8 Koke, 9 Vázquez, 10 Fàbregas, 11 Pedro, 12 Bellerín, 13 de Gea, 14 Thiago, 15 Ramos, 16 Juanfran, 17 San José, 18 Alba, 19 Bruno, 20 Aduriz, 21 Silva, 22 Nolito, 23 Rico, CT: del Bosque
Campionato d'Europa UEFA 20201 de Gea, 2 Azpilicueta, 3 D. Llorente, 4 P. Torres, 5 Busquets, 6 M. Llorente, 7 Morata, 8 Koke, 9 Moreno, 10 Thiago, 11 F. Torres, 12 García, 13 Sánchez, 14 Gayà, 16 Rodri, 17 Fabián, 18 Alba, 19 Olmo, 20 Traoré, 21 Oyarzabal, 22 Sarabia, 23 Simón, 24 Laporte, 26 Pedri, CT: Luis Enrique
Campionato d'Europa UEFA 20241 Raya, 2 Carvajal, 3 Le Normand, 4 Nacho, 5 Vivian, 6 Merino, 7 Morata, 8 Fabián, 9 Joselu, 10 Olmo, 11 Torres, 12 Grimaldo, 13 Remiro, 14 Laporte, 15 Baena, 16 Rodri, 17 Williams, 18 Zubimendi, 19 Yamal, 20 Pedri, 21 Oyarzabal, 22 Navas, 23 Simón, 24 Cucurella, 25 Fermín, 26 Ayoze, CT: de la Fuente

### Nations League
Fase finale UEFA Nations League 2020-20211 de Gea, 2 Azpilicueta, 3 P. Torres, 4 Martínez, 5 Busquets, 6 Gil, 7 Pino, 8 Koke, 9 Gavi, 10 Roberto, 11 F. Torres, 12 García, 13 Sánchez, 14 Reguilón, 15 Porro, 16 Rodri, 17 Alonso, 18 Fornals, 19 Laporte, 20 Merino, 21 Oyarzabal, 22 Sarabia, 23 Simón, CT: Luis Enrique
Fase finale UEFA Nations League 2022-20231 Arrizabalaga, 2 Carvajal, 3 Le Normand, 4 Nacho, 5 Zubimendi, 6 Merino, 7 Morata, 8 Ruiz, 9 Gavi, 10 Asensio, 11 Canales, 12 Fati, 13 Raya, 14 Laporte, 15 Pino, 16 Rodri, 17 García, 18 Alba, 19 Rodrigo, 20 Joselu, 21 Olmo, 22 Navas, 23 Simón, CT: de la Fuente
Fase finale UEFA Nations League 2024-20251 Raya, 2 P. Porro, 3 Le Normand, 4 Cubarsí, 5 Vivian, 6 Merino, 7 Morata, 8 Fabián, 9 Gavi, 10 Olmo, 11 Williams Jr., 12 Huijsen, 13 Remiro, 14 Mingueza, 15 Yéremi, 16 Baena, 17 Grimaldo, 18 Zubimendi, 19 Yamal, 20 Pedri, 21 Oyarzabal, 22 Isco, 23 Simón, 24 Cucurella, 25 Fermín, 26 Samu, CT: de la Fuente

### Confederations Cup
FIFA Confederations Cup 20091 Casillas, 2 Albiol, 3 Piqué, 4 Marchena, 5 Puyol, 6 Hernández, 7 Villa, 8 Xavi, 9 Torres, 10 Fàbregas, 11 Capdevila, 12 Busquets, 13 López, 14 Alonso, 15 Ramos, 16 Llorente, 17 Güiza, 18 Riera, 19 Arbeloa, 20 Cazorla, 21 Silva, 22 Mata, 23 Reina, CT: del Bosque
FIFA Confederations Cup 20131 Casillas, 2 Albiol, 3 Piqué, 4 Martínez, 5 Azpilicueta, 6 Iniesta, 7 Villa, 8 Xavi, 9 Torres, 10 Fàbregas, 11 Pedro, 12 Valdés, 13 Mata, 14 Soldado, 15 Ramos, 16 Busquets, 17 Arbeloa, 18 Alba, 19 Monreal, 20 Cazorla, 21 Silva, 22 Navas, 23 Reina, CT: del Bosque

### Giochi olimpici
Calcio ai Giochi Olimpici Estivi 1920P Eizaguirre, P Zamora, D Arrate, D Carrasco, D Otero, D Vallana, C Artola, C Belauste, C Eguiazábal, C Sabino, C Samitier, C Sancho, A Acedo, A Moncho Gil, A Pagaza, A Patricio, A Pichichi, A Sesúmaga, A Silverio, A Vázquez, CT: Bru
Calcio ai Giochi Olimpici Estivi 1924P Óscar, P Zamora, D Belauste, D Escobal, D Pasarín, D Vallana, C Carulla, C Gamborena, C Juantegui, C Legarreta, C Larraza, C Peña, C Pérez, C Samitier, C Triana, A Carmelo, A Chirri, A del Campo, A Herminio, A Monjardín, A Piera, A Zabala, CT: Parages
Calcio ai Giochi Olimpici Estivi 1928P Izaguirre, P Jáuregui, D Ciriaco, D Quincoces, D Vallana, D Zaldúa, C Amadeo, C Antero, C Gamborena, C Legarreta, C Marculeta, C Regueiro, C Trino, C Villaverde, A Bienzobas, A Cholín, A Kiriki, A Mariscal, A Robus, A Sagarzazu, A Yermo, CT: Berraondo
NOTA: Per le informazioni sulle rose successive al 1948 visionare la pagina della Nazionale olimpica.

## Rosa attuale
Lista dei giocatori convocati dal commissario tecnico Luis de la Fuente per le gare della UEFA Nations League 2024-2025 (fase finale) del 4 e 8 giugno 2025.
Presenze e reti aggiornate all'8 giugno 2025, al termine della sfida contro il Portogallo.
| 1  | P | David Raya         | 15 settembre 1995 | 11 | -5  | Arsenal             |  |  |
| 13 | P | Álex Remiro        | 24 marzo 1995     | 2  | -1  | Real Sociedad       |  |  |
| 23 | P | Unai Simón         | 11 giugno 1997    | 50 | -46 | Athletic Bilbao     |  |  |
|    |   |                    |                   |    |     |                     |  |  |
| 2  | D | Pedro Porro        | 13 agosto 1999    | 10 | 0   | Tottenham           |  |  |
| 3  | D | Robin Le Normand   | 11 novembre 1996  | 23 | 1   | Atlético Madrid     |  |  |
| 4  | D | Pau Cubarsí        | 22 gennaio 2007   | 6  | 0   | Barcellona          |  |  |
| 5  | D | Dani Vivian        | 5 luglio 1999     | 9  | 0   | Athletic Bilbao     |  |  |
| 12 | D | Dean Huijsen       | 15 aprile 2005    | 4  | 0   | Bournemouth         |  |  |
| 14 | D | Óscar Mingueza     | 13 maggio 1999    | 4  | 0   | Celta Vigo          |  |  |
| 17 | D | Alejandro Grimaldo | 25 settembre 1995 | 10 | 0   | Bayer Leverkusen    |  |  |
| 24 | D | Marc Cucurella     | 22 luglio 1998    | 17 | 0   | Chelsea             |  |  |
|    |   |                    |                   |    |     |                     |  |  |
| 6  | C | Mikel Merino       | 22 gennaio 1996   | 35 | 4   | Arsenal             |  |  |
| 8  | C | Fabián Ruiz        | 3 aprile 1996     | 39 | 6   | Paris Saint-Germain |  |  |
| 9  | C | Gavi               | 5 agosto 2004     | 28 | 5   | Barcellona          |  |  |
| 16 | C | Álex Baena         | 20 luglio 2001    | 10 | 2   | Villarreal          |  |  |
| 18 | C | Martín Zubimendi   | 2 febbraio 1999   | 19 | 2   | Real Sociedad       |  |  |
| 20 | C | Pedri              | 25 novembre 2002  | 34 | 3   | Barcellona          |  |  |
| 22 | C | Isco               | 21 aprile 1992    | 39 | 12  | Betis               |  |  |
| 25 | C | Fermín López       | 11 maggio 2003    | 2  | 0   | Barcellona          |  |  |
|    |   |                    |                   |    |     |                     |  |  |
| 7  | A | Álvaro Morata      | 23 ottobre 1992   | 86 | 37  | Galatasaray         |  |  |
| 10 | A | Dani Olmo          | 7 maggio 1998     | 44 | 11  | Barcellona          |  |  |
| 11 | A | Nico Williams      | 12 luglio 2002    | 28 | 6   | Athletic Bilbao     |  |  |
| 15 | A | Yéremi Pino        | 20 ottobre 2002   | 15 | 3   | Villarreal          |  |  |
| 19 | A | Lamine Yamal       | 13 luglio 2007    | 21 | 6   | Barcellona          |  |  |
| 21 | A | Mikel Oyarzabal    | 21 aprile 1997    | 45 | 16  | Real Sociedad       |  |  |
| 26 | A | Samu Aghehowa      | 5 maggio 2004     | 2  | 0   | Porto               |  |  |

## Record individuali
Statistiche aggiornate al 20 marzo 2025.
- In grassetto i giocatori in attività in nazionale.

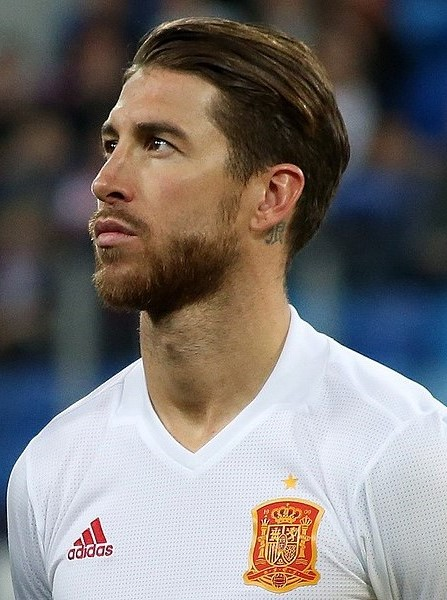
Sergio Ramos è il primatista di presenze con la maglia della Roja con 180 apparizioni e 23 gol. Ha esordito il 26 marzo 2005.

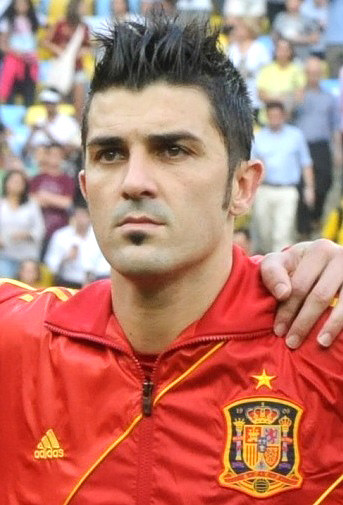
L'attaccante David Villa è il primatista di reti con la Spagna con 59 gol in 98 gare. Ha esordito il 9 febbraio 2005.

| Pos. | Giocatore          | Presenze | Reti | Periodo   |
| ---- | ------------------ | -------- | ---- | --------- |
| 1    | Sergio Ramos       | 180      | 23   | 2005-2021 |
| 2    | Iker Casillas      | 167      | 0    | 2000-2016 |
| 3    | Sergio Busquets    | 143      | 2    | 2009-2022 |
| 4    | Xavi               | 133      | 13   | 2000-2014 |
| 5    | Andrés Iniesta     | 131      | 13   | 2006-2018 |
| 6    | Andoni Zubizarreta | 126      | 0    | 1985-1998 |
| 7    | David Silva        | 125      | 35   | 2006-2018 |
| 8    | Xabi Alonso        | 114      | 16   | 2003-2014 |
| 9    | Fernando Torres    | 110      | 38   | 2003-2014 |
| 9    | Cesc Fàbregas      | 110      | 15   | 2006-2016 |

| Pos. | Giocatore          | Reti | Presenze | Periodo   |
| ---- | ------------------ | ---- | -------- | --------- |
| 1    | David Villa        | 59   | 98       | 2005-2017 |
| 2    | Raúl               | 44   | 102      | 1996-2006 |
| 3    | Fernando Torres    | 38   | 110      | 2003-2014 |
| 4    | Álvaro Morata      | 37   | 85       | 2014-     |
| 5    | David Silva        | 35   | 125      | 2006-2018 |
| 6    | Fernando Hierro    | 29   | 89       | 1989-2002 |
| 7    | Fernando Morientes | 28   | 47       | 1998-2007 |
| 8    | Emilio Butragueño  | 26   | 69       | 1984-1992 |
| 9    | Sergio Ramos       | 23   | 180      | 2005-2021 |
| 9    | Alfredo Di Stéfano | 23   | 31       | 1957-1961 |

## Commissari tecnici
Vicente del Bosque è il commissario tecnico che ha guidato più volte la Spagna (in carica per 114 partite dal 2008 al 2016) e ha vinto più trofei alla guida della Spagna, essendosi aggiudicato il campionato d'Europa 2008, il campionato del mondo 2010 e il campionato d'Europa 2012. 
Cinque commissari tecnici hanno allenato la Spagna per più di 50 partite: Vicente del Bosque, Luis Aragonés, Ladislao Kubala, Miguel Muñoz e Javier Clemente.

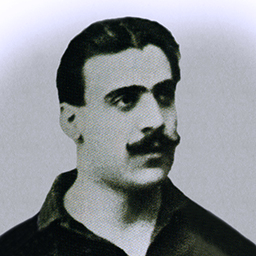
Francisco Bru è stato il primo allenatore della Spagna, per una sola annata. Nel 1920 la Federazione spagnola gli affidò la guida della nazionale spagnola in occasione delle Olimpiadi di Anversa. Al torneo olimpico la Spagna ottenne la medaglia d'argento riuscendo a sconfiggere, e.

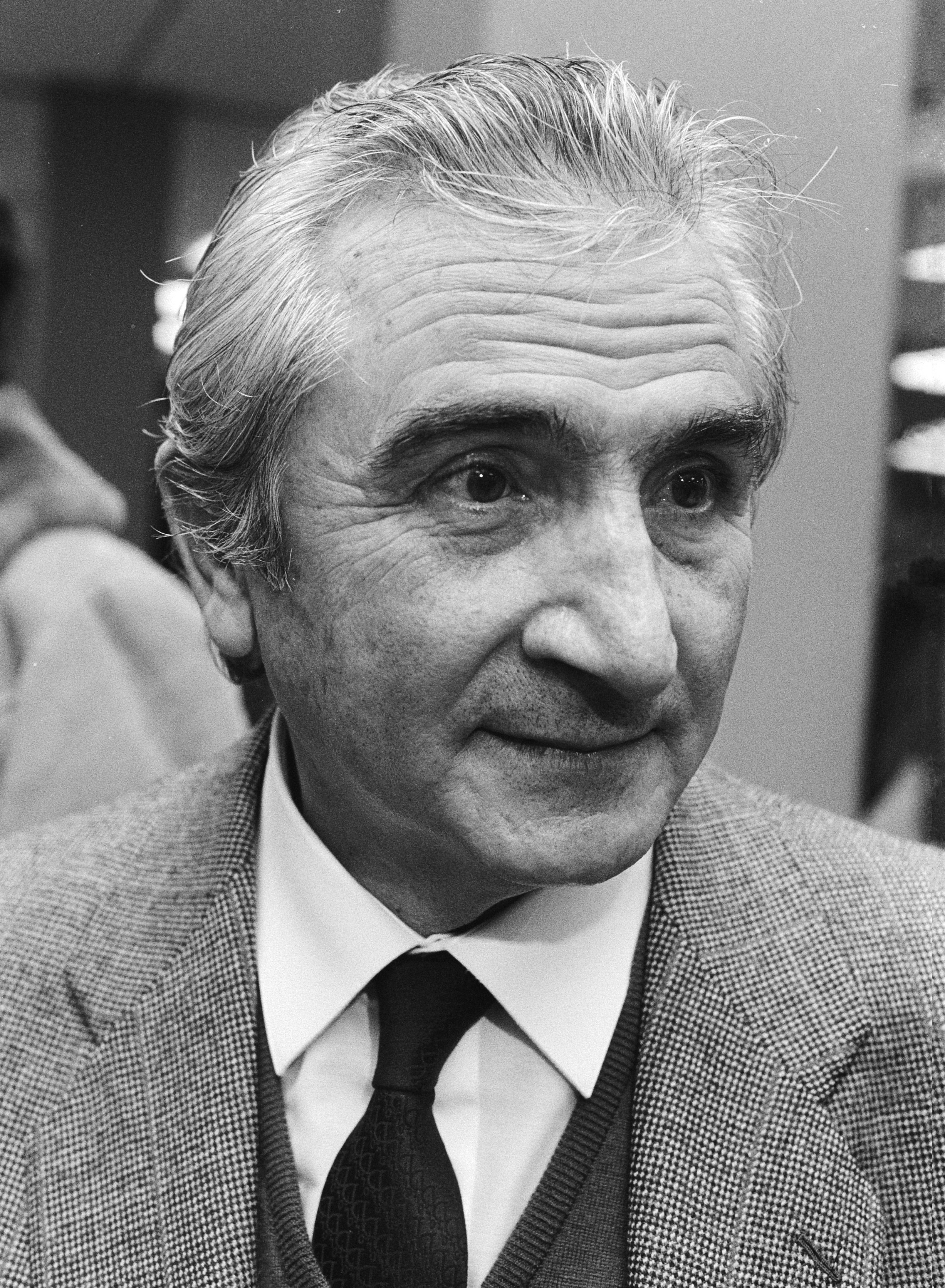
Il madrileno Miguel Muñoz è stato commissario tecnico della Spagna in due diverse occasioni: la prima nel 1969, per un totale di quattro partite, la seconda tra il 1982 e il 1989, conducendo la squadra in finale al campionato europeo del 1984 (perdendo poi contro la) e ai quarti di finale del campionato mondiale del 1986.

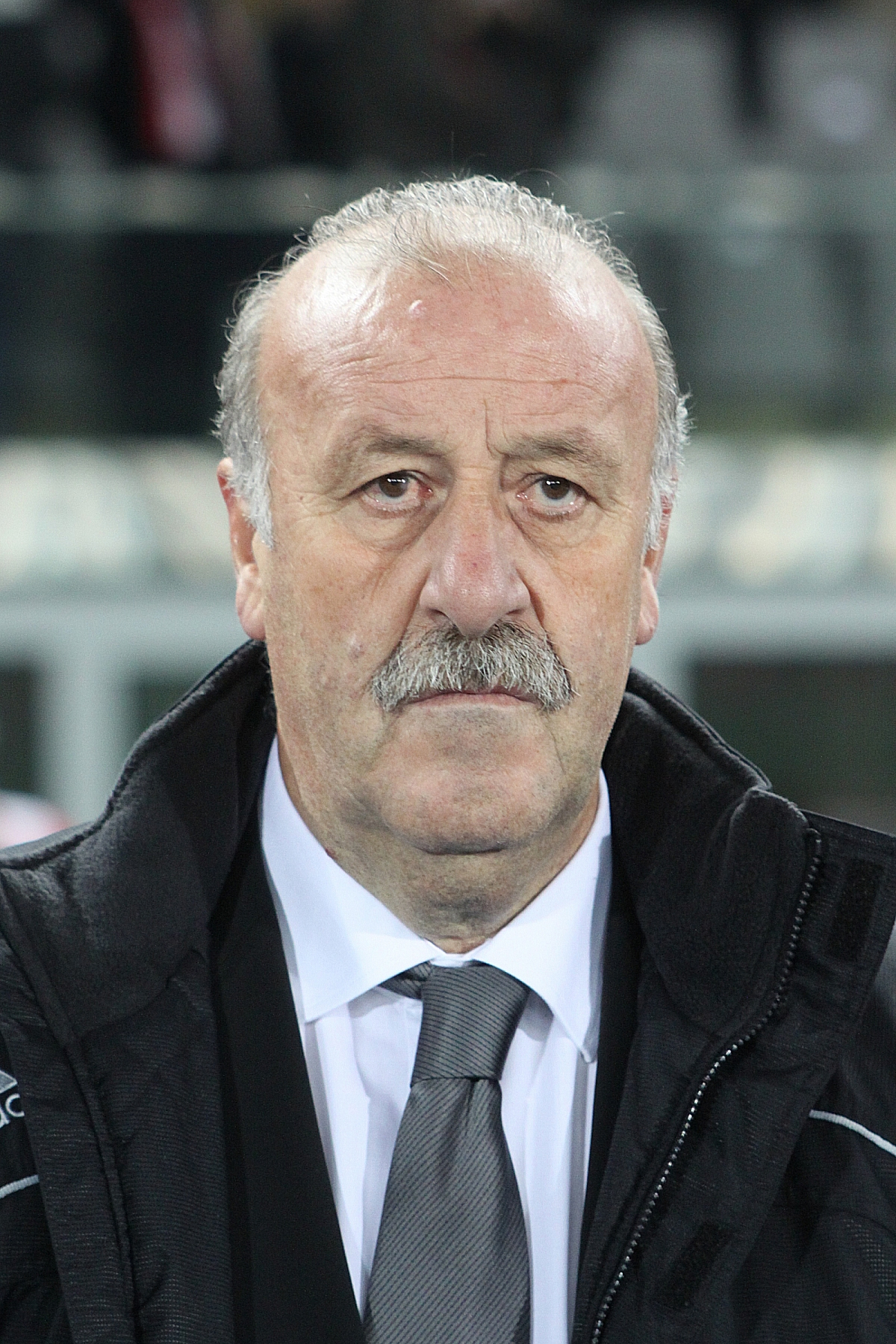
Vicente del Bosque, dal 2008 al 2016 sulla panchina della Roja, è l'allenatore più vincente di sempre della Spagna con un titolo mondiale nel 2010 e un europeo nel 2012. È stato eletto Commissario tecnico dell'anno IFFHS nel 2009, nel 2010 e nel 2012. Nel 2012 è stato nominato FIFA World Coach of the Year tra gli allenatori di calcio maschile, dopo il secondo posto del 2010.

Dati aggiornati al 14 luglio 2024.
| Commissario tecnico       | Periodo   | G.  | V. | P. | S. | GF  | GS | % V.   |
| ------------------------- | --------- | --- | -- | -- | -- | --- | -- | ------ |
| Francisco Bru             | 1920      | 5   | 4  | 0  | 1  | 9   | 5  | 80%    |
| Julián Ruete              | 1921-1922 | 4   | 4  | 0  | 0  | 11  | 2  | 100%   |
| José Angel Berraondo      | 1921-1928 | 6   | 2  | 3  | 1  | 14  | 12 | 33.33% |
| Manuel Castro González    | 1921-1927 | 10  | 9  | 0  | 1  | 21  | 7  | 90%    |
| José María Mateos         | 1922-1933 | 23  | 16 | 3  | 4  | 64  | 24 | 69.56% |
| Salvador Díaz Iraola      | 1922      | 1   | 1  | 0  | 0  | 4   | 0  | 100%   |
| Luis Argüello Brage       | 1923      | 2   | 1  | 0  | 1  | 3   | 1  | 50%    |
| Pedro Parages             | 1923-1924 | 3   | 1  | 1  | 1  | 3   | 1  | 33.33% |
| José García Cernuda       | 1923-1924 | 2   | 1  | 1  | 0  | 3   | 0  | 50%    |
| Luis Colina Alvarez       | 1924      | 1   | 1  | 0  | 0  | 2   | 1  | 50%    |
| José Rosich Rubiera       | 1924      | 1   | 1  | 0  | 0  | 2   | 1  | 50%    |
| Julián Olave Videa        | 1924      | 1   | 1  | 0  | 0  | 2   | 1  | 50%    |
| Fernando Gutiérrez Alzaga | 1925      | 3   | 3  | 0  | 0  | 6   | 0  | 100%   |
| Ricardo Cabot Montalt     | 1925      | 2   | 2  | 0  | 0  | 2   | 0  | 100%   |
| Ezequiel Montero Román    | 1926-1927 | 4   | 3  | 0  | 1  | 9   | 5  | 75%    |
| Amadeo García Salazar     | 1934-1936 | 12  | 6  | 2  | 4  | 30  | 15 | 50%    |
| Eduardo Teus López        | 1941-1942 | 6   | 3  | 2  | 1  | 15  | 10 | 50%    |
| Jacinto Quincoces         | 1945      | 2   | 1  | 1  | 0  | 6   | 4  | 50%    |
| Luis Casas Pasarín        | 1946      | 1   | 0  | 0  | 1  | 0   | 1  | 0%     |
| Pablo Hernández Coronado  | 1947-1962 | 6   | 2  | 0  | 4  | 9   | 10 | 33.33% |
| Guillermo Eizaguirre      | 1948-1956 | 19  | 8  | 6  | 5  | 40  | 33 | 42.10% |
| Félix Quesada             | 1951      | 3   | 1  | 2  | 0  | 9   | 6  | 33.33% |
| Luis Iceta                | 1951      | 3   | 1  | 2  | 0  | 9   | 6  | 33.33% |
| Paulino Alcántara         | 1951      | 3   | 1  | 2  | 0  | 9   | 6  | 33.33% |
| Ricardo Zamora            | 1952      | 2   | 1  | 1  | 0  | 6   | 0  | 50%    |
| Pedro Escartín Morán      | 1952-1961 | 12  | 7  | 3  | 2  | 18  | 10 | 58.33% |
| Luis Iribarren Cavanilles | 1953-1954 | 4   | 1  | 2  | 1  | 8   | 6  | 25%    |
| Ramón Melcón Bartolomé    | 1955      | 2   | 0  | 1  | 1  | 2   | 3  | 0%     |
| José L. del Valle         | 1955      | 1   | 1  | 0  | 0  | 3   | 0  | 100%   |
| Emilio Jiménez Millas     | 1955      | 1   | 1  | 0  | 0  | 3   | 0  | 75%    |
| Juan Touzón Jurjo         | 1955      | 1   | 1  | 0  | 0  | 3   | 0  | 100%   |
| Manuel Meana              | 1957-1959 | 12  | 7  | 3  | 2  | 35  | 16 | 58.33% |
| José Luis Costa           | 1959-1960 | 12  | 8  | 0  | 4  | 35  | 21 | 66.66% |
| José Luis Lasplazas       | 1959-1960 | 12  | 8  | 0  | 4  | 35  | 21 | 66.66% |
| Ramón Gabilondo           | 1959-1960 | 12  | 8  | 0  | 4  | 35  | 21 | 66.66% |
| José Villalonga           | 1962-1966 | 22  | 9  | 5  | 8  | 35  | 28 | 40.90% |
| Domènec Balmanya          | 1966-1968 | 11  | 4  | 3  | 4  | 11  | 9  | 36.36% |
| Eduardo Toba              | 1968-1969 | 4   | 1  | 2  | 1  | 5   | 4  | 25%    |
| Luis Molowny              | 1969      | 4   | 2  | 1  | 1  | 3   | 3  | 50%    |
| Salvador Artigas          | 1969      | 4   | 2  | 1  | 1  | 3   | 3  | 50%    |
| Miguel Muñoz              | 1969      | 4   | 2  | 1  | 1  | 3   | 3  | 50%    |
| László Kubala             | 1969-1980 | 68  | 30 | 22 | 16 | -   | -  | 44.11% |
| José Santamaría           | 1980-1982 | 24  | 10 | 8  | 6  | -   | -  | 41.66% |
| Miguel Muñoz (2)          | 1982-1988 | 59  | 30 | 15 | 14 | 101 | 57 | 50.85% |
| Luis Suárez               | 1988-1991 | 27  | 15 | 4  | 8  | -   | -  | 55.55% |
| Vicente Miera             | 1991-1992 | 8   | 4  | 2  | 2  | -   | -  | 50%    |
| Javier Clemente           | 1992-1998 | 62  | 36 | 20 | 6  | -   | -  | 58.06% |
| José Antonio Camacho      | 1998-2002 | 44  | 28 | 9  | 7  | -   | -  | 63.63% |
| Iñaki Sáez                | 2002-2004 | 23  | 15 | 6  | 2  | -   | -  | 65.21% |
| Luis Aragonés             | 2004-2008 | 54  | 38 | 12 | 4  | 101 | 31 | 70.37% |
| Vicente del Bosque        | 2008-2016 | 114 | 87 | 10 | 17 | 254 | 72 | 76.3%  |
| Julen Lopetegui           | 2016-2018 | 20  | 14 | 6  | 0  | 61  | 13 | 70.00% |
| Fernando Hierro           | 2018      | 4   | 1  | 3  | 0  | 7   | 6  | 25.00% |
| Luis Enrique              | 2018-2019 | 7   | 4  | 0  | 3  | 20  | 9  | 57.14% |
| Robert Moreno             | 2019      | 6   | 4  | 2  | 0  | 15  | 4  | 66.66% |
| Luis Enrique              | 2019-2022 | 27  | 15 | 8  | 4  | 57  | 24 | 55.55% |
| Luis de la Fuente         | 2022-     | 21  | 17 | 2  | 2  | 55  | 15 | 80.95% |

## Confronti con altre nazionali
Questi sono i saldi della Spagna nei confronti delle nazionali con cui è stato disputato almeno un incontro.
Statistiche aggiornate al 14 luglio 2024.
|  | Bilancio positivo (più vittorie)                           |
|  | Bilancio neutro (numero di vittorie = numero di sconfitte) |
|  | Bilancio negativo (più sconfitte)                          |

| Nazione              | dal  | al   | G   | V   | N   | P   | % vittorie | RF   | RS  | DR   |
| -------------------- | ---- | ---- | --- | --- | --- | --- | ---------- | ---- | --- | ---- |
| Italia               | 1920 | 2024 | 41  | 14  | 16  | 11  | 53.66%     | 46   | 46  | 0    |
| Portogallo           | 1921 | 2022 | 40  | 17  | 17  | 6   | 63.75%     | 77   | 45  | +32  |
| Francia              | 1922 | 2024 | 37  | 17  | 7   | 13  | 52.7%      | 66   | 40  | +24  |
| Inghilterra          | 1929 | 2024 | 28  | 11  | 4   | 13  | 44.44%     | 34   | 46  | -12  |
| Germania             | 1935 | 2024 | 27  | 9   | 9   | 9   | 48.15%     | 34   | 32  | +2   |
| Irlanda              | 1931 | 2013 | 26  | 15  | 7   | 4   | 71.15%     | 54   | 18  | +36  |
| Svizzera             | 1925 | 2022 | 25  | 17  | 6   | 2   | 80%        | 51   | 21  | +30  |
| Belgio               | 1920 | 2016 | 23  | 12  | 6   | 5   | 65.22%     | 46   | 22  | +24  |
| Serbia               | 1932 | 2012 | 22  | 10  | 7   | 5   | 61.36%     | 26   | 19  | +7   |
| Rep. Ceca            | 1930 | 2016 | 19  | 9   | 3   | 7   | 55.26%     | 21   | 18  | +3   |
| Irlanda del Nord     | 1958 | 2007 | 18  | 11  | 5   | 2   | 75%        | 38   | 11  | +27  |
| Romania              | 1962 | 2019 | 18  | 7   | 6   | 5   | 55.56%     | 28   | 19  | +9   |
| Svezia               | 1920 | 2021 | 18  | 8   | 6   | 4   | 61.11%     | 27   | 18  | +9   |
| Danimarca            | 1920 | 2008 | 17  | 12  | 3   | 2   | 79.41%     | 34   | 15  | +19  |
| Austria              | 1924 | 2009 | 16  | 9   | 3   | 4   | 65.63%     | 43   | 22  | +21  |
| Argentina            | 1952 | 2018 | 14  | 6   | 2   | 6   | 50%        | 19   | 18  | +1   |
| Ungheria             | 1925 | 2002 | 13  | 5   | 5   | 3   | 57.69%     | 21   | 18  | +3   |
| Paesi Bassi          | 1920 | 2020 | 13  | 5   | 2   | 6   | 46.15%     | 18   | 19  | .1   |
| Scozia               | 1957 | 2023 | 14  | 6   | 4   | 4   | 61.54%     | 23   | 22  | +1   |
| Grecia               | 1970 | 2021 | 12  | 8   | 3   | 1   | 79.17%     | 21   | 11  | +10  |
| Russia               | 1964 | 2018 | 12  | 6   | 5   | 1   | 70.83%     | 19   | 9   | +10  |
| Cile                 | 1950 | 2014 | 11  | 8   | 2   | 1   | 81.82%     | 25   | 10  | +15  |
| Polonia              | 1959 | 2010 | 11  | 8   | 2   | 1   | 81.82%     | 28   | 9   | +19  |
| Turchia              | 1952 | 2016 | 11  | 6   | 4   | 1   | 72.73%     | 17   | 5   | +12  |
| Uruguay              | 1950 | 2013 | 10  | 5   | 5   | 0   | 75%        | 16   | 8   | +8   |
| Brasile              | 1934 | 2013 | 9   | 2   | 2   | 5   | 33.33%     | 8    | 14  | .6   |
| Croazia              | 1994 | 2023 | 12  | 7   | 2   | 3   | 54.55%     | 27   | 12  | +15  |
| Islanda              | 1982 | 2007 | 9   | 6   | 2   | 1   | 77.78%     | 10   | 6   | +4   |
| Albania              | 1986 | 2024 | 9   | 9   | 0   | 0   | 100%       | 32   | 3   | +29  |
| Bosnia ed Erzegovina | 2000 | 2018 | 8   | 6   | 2   | 0   | 87.5%      | 18   | 7   | +11  |
| Cipro                | 1971 | 1999 | 8   | 7   | 0   | 1   | 87.5%      | 35   | 5   | +30  |
| Finlandia            | 1969 | 2013 | 8   | 5   | 2   | 1   | 75%        | 16   | 5   | +11  |
| Liechtenstein        | 2001 | 2017 | 8   | 8   | 0   | 0   | 100%       | 39   | 0   | +39  |
| Malta                | 1983 | 2019 | 8   | 8   | 0   | 0   | 100%       | 37   | 3   | +34  |
| Messico              | 1928 | 2010 | 8   | 5   | 3   | 0   | 81.25%     | 16   | 4   | +12  |
| Norvegia             | 1978 | 2023 | 9   | 6   | 2   | 1   | 75%        | 15   | 4   | +11  |
| Lituania             | 1993 | 2021 | 7   | 6   | 1   | 0   | 91.67%     | 18   | 2   | +16  |
| Slovacchia           | 1996 | 2021 | 7   | 5   | 1   | 1   | 78.57%     | 20   | 6   | +14  |
| Ucraina              | 2003 | 2020 | 7   | 5   | 1   | 1   | 78.57%     | 14   | 4   | +10  |
| Armenia              | 1995 | 2009 | 6   | 6   | 0   | 0   | 100%       | 16   | 1   | +15  |
| Israele              | 1998 | 2017 | 6   | 5   | 1   | 0   | 91.67%     | 13   | 3   | +10  |
| Lussemburgo          | 1981 | 2015 | 6   | 6   | 0   | 0   | 100%       | 15   | 0   | +15  |
| Macedonia del Nord   | 1994 | 2017 | 6   | 6   | 0   | 0   | 100%       | 19   | 4   | +15  |
| Corea del Sud        | 1990 | 2016 | 6   | 4   | 2   | 0   | 83.33%     | 15   | 5   | +10  |
| Galles               | 1961 | 2018 | 6   | 3   | 2   | 1   | 66.67%     | 11   | 7   | +4   |
| Bulgaria             | 1933 | 2002 | 5   | 4   | 1   | 0   | 90%        | 23   | 2   | +21  |
| Stati Uniti          | 1950 | 2011 | 5   | 4   | 0   | 1   | 80%        | 10   | 3   | +7   |
| Bielorussia          | 2012 | 2015 | 4   | 4   | 0   | 0   | 100%       | 10   | 1   | +9   |
| Costa Rica           | 2011 | 2022 | 4   | 3   | 1   | 0   | 87.5%      | 16   | 3   | +13  |
| Fær Øer              | 1996 | 2019 | 4   | 4   | 0   | 0   | 100%       | 17   | 4   | +13  |
| Georgia              | 2012 | 2024 | 8   | 7   | 0   | 1   | 87.5%      | 23   | 5   | +18  |
| Lettonia             | 1992 | 2007 | 4   | 3   | 1   | 0   | 87.5%      | 9    | 0   | +9   |
| Paraguay             | 1998 | 2010 | 4   | 2   | 2   | 0   | 75%        | 4    | 1   | +3   |
| San Marino           | 1999 | 2005 | 4   | 4   | 0   | 0   | 100%       | 26   | 0   | +26  |
| Sudafrica            | 2002 | 2013 | 4   | 3   | 0   | 1   | 75%        | 8    | 5   | +3   |
| Venezuela            | 1981 | 2012 | 4   | 4   | 0   | 0   | 100%       | 13   | 2   | +11  |
| Colombia             | 1981 | 2017 | 3   | 1   | 2   | 0   | 66.67%     | 4    | 3   | +1   |
| Germania Est †       | 1980 | 1988 | 3   | 0   | 2   | 1   | 33.33%     | 0    | 1   | .1   |
| Marocco              | 1961 | 2022 | 4   | 2   | 2   | 0   | 75%        | 6    | 4   | +2   |
| Perù                 | 1960 | 2008 | 3   | 3   | 0   | 0   | 100%       | 7    | 3   | +4   |
| Arabia Saudita       | 2006 | 2012 | 3   | 3   | 0   | 0   | 100%       | 9    | 2   | +7   |
| Bolivia              | 1994 | 2014 | 2   | 2   | 0   | 0   | 100%       | 5    | 1   | +4   |
| Canada               | 1994 | 2005 | 2   | 2   | 0   | 0   | 100%       | 4    | 1   | +3   |
| Cina                 | 2005 | 2012 | 2   | 2   | 0   | 0   | 100%       | 4    | 0   | +4   |
| Ecuador              | 2003 | 2013 | 2   | 2   | 0   | 0   | 100%       | 6    | 0   | +6   |
| Estonia              | 2008 | 2009 | 2   | 2   | 0   | 0   | 100%       | 6    | 0   | +6   |
| Honduras             | 1982 | 2010 | 2   | 1   | 1   | 0   | 75%        | 3    | 1   | +2   |
| Kosovo               | 2021 | 2021 | 2   | 2   | 0   | 0   | 100%       | 5    | 1   | +4   |
| Nigeria              | 1998 | 2013 | 2   | 1   | 0   | 1   | 50%        | 5    | 3   | +2   |
| Siria                | 1980 | 1980 | 1   | 0   | 1   | 0   | 50%        | 0    | 0   | 0    |
| Slovenia             | 2000 | 2002 | 2   | 2   | 0   | 0   | 100%       | 5    | 2   | +3   |
| Tunisia              | 2006 | 2018 | 2   | 2   | 0   | 0   | 100%       | 4    | 1   | +3   |
| Algeria              | 1986 | 1986 | 1   | 1   | 0   | 0   | 100%       | 3    | 0   | +3   |
| Andorra              | 2004 | 2004 | 1   | 1   | 0   | 0   | 100%       | 4    | 0   | +4   |
| Australia            | 2014 | 2014 | 1   | 1   | 0   | 0   | 100%       | 3    | 0   | +3   |
| Azerbaigian          | 2009 | 2009 | 1   | 1   | 0   | 0   | 100%       | 6    | 0   | +6   |
| Egitto               | 2006 | 2006 | 1   | 1   | 0   | 0   | 100%       | 2    | 0   | +2   |
| El Salvador          | 2014 | 2014 | 1   | 1   | 0   | 0   | 100%       | 2    | 0   | +2   |
| Guinea Equatoriale   | 2013 | 2013 | 1   | 1   | 0   | 0   | 100%       | 2    | 1   | +1   |
| Haiti                | 2013 | 2013 | 1   | 1   | 0   | 0   | 100%       | 2    | 1   | +1   |
| Iran                 | 2018 | 2018 | 1   | 1   | 0   | 0   | 100%       | 1    | 0   | +1   |
| Iraq                 | 2009 | 2009 | 1   | 1   | 0   | 0   | 100%       | 1    | 0   | +1   |
| Costa d'Avorio       | 2006 | 2006 | 1   | 1   | 0   | 0   | 100%       | 3    | 2   | +1   |
| Giappone             | 2001 | 2022 | 2   | 1   | 0   | 1   | 50%        | 2    | 2   | 0    |
| Giordania            | 2022 | 2022 | 1   | 1   | 0   | 0   | 100%       | 3    | 1   | +2   |
| Nuova Zelanda        | 2009 | 2009 | 1   | 1   | 0   | 0   | 100%       | 5    | 0   | +5   |
| Panama               | 2012 | 2012 | 1   | 1   | 0   | 0   | 100%       | 5    | 1   | +4   |
| Porto Rico           | 2012 | 2012 | 1   | 1   | 0   | 0   | 100%       | 2    | 1   | +1   |
| Tahiti               | 2013 | 2013 | 1   | 1   | 0   | 0   | 100%       | 10   | 0   | +10  |
| TOTALE               | 1920 | 2023 | 743 | 433 | 164 | 136 | 58.28%     | 1491 | 667 | +824 |

Note:
- (†) Nazionali scomparse

### Bilanci combinati tra preceditrici e succeditrici
| Bandiera                       | Nazionale             | Dal    | al     | G  | V  | N | P | % V    | RF | RS | DR |
| ------------------------------ | --------------------- | ------ | ------ | -- | -- | - | - | ------ | -- | -- | -- |
| Jugoslavia (bandiera)          | Jugoslavia †          | 1932   | 1990   | 16 | 7  | 4 | 5 | 56.25% | 16 | 14 | +2 |
| Serbia e Montenegro (bandiera) | RF di Jugoslavia †    | 1996   | 2000   | 3  | 2  | 1 | 0 | 83.33% | 7  | 4  | +3 |
| Serbia e Montenegro (bandiera) | Serbia e Montenegro † | 2005   | 2005   | 2  | 0  | 2 | 0 | 50%    | 1  | 1  | 0  |
| Serbia (bandiera)              | Serbia                | 2012   | 2012   | 1  | 1  | 0 | 0 | 100%   | 2  | 0  | +2 |
| TOTALE                         | TOTALE                | TOTALE | TOTALE | 22 | 10 | 7 | 5 | 61.36% | 26 | 19 | +7 |

| Bandiera                  | Nazionale        | Dal    | al     | G  | V | N | P | % V    | RF | RS | DR |
| ------------------------- | ---------------- | ------ | ------ | -- | - | - | - | ------ | -- | -- | -- |
| Germania (bandiera)       | Germania †       | 1935   | 1942   | 3  | 1 | 1 | 1 | 50%    | 4  | 4  | 0  |
| Germania Ovest (bandiera) | Germania Ovest † | 1952   | 1988   | 12 | 3 | 3 | 6 | 37.5%  | 12 | 17 | .5 |
| Germania (bandiera)       | Germania         | 1994   | 2022   | 11 | 4 | 5 | 2 | 59.09% | 16 | 10 | +6 |
| TOTALE                    | TOTALE           | TOTALE | TOTALE | 26 | 8 | 9 | 9 | 48.08% | 31 | 30 | +1 |

| Bandiera                  | Nazionale        | Dal    | al     | G  | V | N | P | % V    | RF | RS | DR |
| ------------------------- | ---------------- | ------ | ------ | -- | - | - | - | ------ | -- | -- | -- |
| Cecoslovacchia (bandiera) | Cecoslovacchia † | 1930   | 1991   | 12 | 4 | 1 | 7 | 37.5%  | 11 | 15 | .4 |
| Rep. Ceca (bandiera)      | Rep. Ceca        | 1996   | 2016   | 7  | 5 | 2 | 0 | 85.71% | 10 | 3  | +7 |
| TOTALE                    | TOTALE           | TOTALE | TOTALE | 19 | 9 | 3 | 7 | 55.26% | 21 | 18 | +3 |

| Bandiera                                     | Nazionale                           | Dal    | al     | G  | V | N | P | % V    | RF | RS | DR  |
| -------------------------------------------- | ----------------------------------- | ------ | ------ | -- | - | - | - | ------ | -- | -- | --- |
| Unione Sovietica (bandiera)                  | Unione Sovietica †                  | 1964   | 1986   | 4  | 2 | 1 | 1 | 62.5%  | 5  | 3  | +2  |
| Comunità degli Stati Indipendenti (bandiera) | Comunità degli Stati Indipendenti † | 1992   | 1992   | 1  | 0 | 1 | 0 | 50%    | 1  | 1  | 0   |
| Russia (bandiera)                            | Russia                              | 1998   | 2018   | 7  | 4 | 3 | 0 | 78.57% | 13 | 5  | +8  |
| TOTALE                                       | TOTALE                              | TOTALE | TOTALE | 12 | 6 | 5 | 1 | 70.83% | 19 | 9  | +10 |

Note:
- (†) Nazionali scomparse

### Confronti più frequenti
Con le nazionali contro cui sono stati disputati almeno 10 incontri, la Spagna presenta i seguenti saldi.

#### Saldo positivo
| Nazionale        | Giocate | Vinte | Pareggiate | Perse | Reti fatte | Reti subite | Differenza reti | Ultima vittoria   | Ultimo pareggio   | Ultima sconfitta  |
| ---------------- | ------- | ----- | ---------- | ----- | ---------- | ----------- | --------------- | ----------------- | ----------------- | ----------------- |
| Italia           | 41      | 14    | 16         | 11    | 46         | 46          | +0              | 20 giugno 2024    | 6 luglio 2021     | 27 giugno 2016    |
| Portogallo       | 41      | 17    | 18         | 6     | 79         | 47          | +31             | 27 settembre 2022 | 8 giugno 2025     | 17 novembre 2010  |
| Francia          | 38      | 18    | 7          | 13    | 71         | 44          | +27             | 5 giugno 2025     | 16 ottobre 2012   | 10 ottobre 2021   |
| Svizzera         | 27      | 19    | 5          | 2     | 58         | 24          | +34             | 18 novembre 2024  | 2 luglio 2021     | 24 settembre 2022 |
| Irlanda          | 26      | 15    | 7          | 4     | 54         | 18          | +36             | 12 giugno 2013    | 16 giugno 2002    | 26 aprile 1989    |
| Belgio           | 23      | 12    | 6          | 5     | 46         | 22          | +24             | 1º settembre 2016 | 29 marzo 1995     | 15 giugno 1980    |
| Irlanda del Nord | 19      | 12    | 5          | 2     | 43         | 12          | +31             | 8 giugno 2024     | 11 giugno 2003    | 6 settembre 2006  |
| Danimarca        | 19      | 14    | 3          | 2     | 37         | 16          | +21             | 15 novembre 2024  | 11 ottobre 1995   | 31 marzo 1993     |
| Romania          | 18      | 7     | 6          | 5     | 28         | 19          | +4              | 18 novembre 2019  | 27 marzo 2016     | 15 novembre 2006  |
| Svezia           | 18      | 8     | 6          | 4     | 27         | 18          | +9              | 14 novembre 2021  | 14 giugno 2021    | 2 settembre 2021  |
| Austria          | 16      | 9     | 3          | 4     | 42         | 21          | +21             | 18 novembre 2009  | 11 ottobre 2000   | 28 marzo 1990     |
| Jugoslavia       | 16      | 7     | 4          | 5     | 16         | 14          | +2              | 26 maggio 1990    | 21 ottobre 1973   | 26 giugno 1990    |
| Scozia           | 15      | 7     | 4          | 4     | 24         | 22          | +2              | 12 ottobre 2023   | 3 settembre 2004  | 28 marzo 2023     |
| Ungheria         | 13      | 5     | 5          | 3     | 21         | 18          | +3              | 15 novembre 1989  | 21 agosto 2002    | 27 marzo 1991     |
| Grecia           | 12      | 8     | 3          | 1     | 21         | 11          | +10             | 11 novembre 2021  | 25 marzo 2021     | 7 giugno 2003     |
| Turchia          | 11      | 6     | 4          | 1     | 17         | 5           | +12             | 17 giugno 2016    | 17 ottobre 1973   | 14 marzo 1954     |
| Cile             | 11      | 8     | 2          | 1     | 25         | 10          | +15             | 2 settembre 2011  | 10 settembre 2013 | 18 giugno 2014    |
| Croazia          | 11      | 6     | 2          | 3     | 24         | 12          | +12             | 15 giugno 2024    | 18 giugno 2023    | 15 novembre 2018  |
| Polonia          | 10      | 8     | 1          | 1     | 27         | 8           | +19             | 8 giugno 2010     | 9 febbraio 1994   | 12 novembre 1980  |
| Islanda          | 10      | 7     | 2          | 1     | 15         | 6           | +9              | 29 marzo 2022     | 8 settembre 2007  | 25 settembre 1991 |
| Norvegia         | 10      | 7     | 2          | 1     | 16         | 4           | +12             | 15 ottobre 2023   | 12 ottobre 2019   | 13 giugno 2000    |
| Cipro            | 10      | 9     | 0          | 1     | 44         | 6           | +38             | 16 novembre 2023  | -                 | 5 settembre 1998  |
| Uruguay          | 10      | 5     | 5          | 0     | 16         | 8           | +8              | 17 giugno 2013    | 18 gennaio 1995   | -                 |

#### Saldo neutro
| Nazionale | Giocate | Vinte | Pareggiate | Perse | Reti fatte | Reti subite | Differenza reti | Ultima vittoria | Ultimo pareggio  | Ultima sconfitta |
| --------- | ------- | ----- | ---------- | ----- | ---------- | ----------- | --------------- | --------------- | ---------------- | ---------------- |
| Germania  | 27      | 9     | 9          | 9     | 34         | 32          | +2              | 5 luglio 2024   | 27 novembre 2022 | 18 novembre 2014 |
| Argentina | 14      | 6     | 2          | 6     | 19         | 18          | +1              | 27 marzo 2018   | 12 ottobre 1988  | 7 settembre 2010 |

#### Saldo negativo
| Nazionale      | Giocate | Vinte | Pareggiate | Perse | Reti Fatte | Reti Subite | Differenza | Ultima vittoria   | Ultimo pareggio  | Ultima sconfitta |
| -------------- | ------- | ----- | ---------- | ----- | ---------- | ----------- | ---------- | ----------------- | ---------------- | ---------------- |
| Inghilterra    | 28      | 11    | 4          | 13    | 34         | 46          | -12        | 14 luglio 2024    | 15 novembre 2016 | 15 ottobre 2018  |
| Paesi Bassi    | 15      | 5     | 4          | 6     | 23         | 24          | -1         | 11 luglio 2010    | 23 marzo 2025    | 31 marzo 2015    |
| Cecoslovacchia | 12      | 4     | 1          | 7     | 11         | 15          | -4         | 13 novembre 1991  | 16 aprile 1980   | 14 novembre 1990 |
| Brasile        | 10      | 2     | 3          | 5     | 11         | 17          | -6         | 12 settembre 1990 | 26 marzo 2024    | 30 giugno 2013   |

NB: Come da regolamento FIFA le gare terminate ai rigori contro Danimarca (24 giugno 1984, vinta), Belgio (22 giugno 1986, persa), Inghilterra (22 giugno 1996, persa), Irlanda (16 giugno 2002, vinta), Corea del Sud (22 giugno 2002, persa), Italia (22 giugno 2008, vinta, 27 giugno 2013, vinta e 6 luglio 2021, persa), Portogallo (27 giugno 2012, vinta, 8 giugno 2025, persa), Russia (1º luglio 2018, persa), Svizzera (2 luglio 2021, vinta), Marocco (6 dicembre 2022, persa), Croazia (18 giugno 2023, vinta) e Paesi Bassi (23 marzo 2025, vinta) sono considerate partite pareggiate.

### Annotazioni
1. ↑  Un pari conta come mezza vittoria.
2. ↑  Rappresentava la Germania Ovest dal 1949 al 1990.
3. ↑  Rappresentava la RF di Jugoslavia dal 1993 al 2000 e la Serbia e Montenegro dal 2003 al 2006.
4. ↑  Rappresentava la Cecoslovacchia dal 1920 al 1992.
5. ↑  La partita tra Guinea Equatoriale e Spagna del 2013[31] non viene riconosciuta dalla FIFA a causa di un errore procedurale nella conferma del ricorso a un arbitro locale.[32] La RFEF riconosce, invece, la partita, che viene inclusa nelle statistiche da varie fonti.[33]
6. ↑  La partita tra Giordania e Spagna del 17 novembre 2022 non viene riconosciuta dalla FIFA dato l'elevato numero di sostituzioni eccezionalmente concordato tra le due federazioni calcistiche nazionali e la FIFA.[34]

### Fonti
1. 1 2  (EN) Men's Ranking, su fifa.com. URL consultato il 18 luglio 2024.
2. ↑  Valido per le nazionali che hanno partecipato tra il 1908 e il 1948. A partire dal 1952 si fa riferimento alla nazionale olimpica.
3. 1 2   Spagna campione del mondo, su gazzetta.it.
4. ↑   Jack Pitt-Brooke, The greatest team of all time: Brazil 1970 v Spain 2012, in The Independent, London, The Independent, 3 luglio 2012. URL consultato il 1º luglio 2013.
5. ↑   Euro 2012: Are Spain the best team of all time?, su BBC Sport, BBC. URL consultato il 14 luglio 2012.
6. ↑   Jurgen Klinsmann, Klinsmann: Spain win over Italy would make them team of century, su bbc.co.uk, BBC. URL consultato il 14 luglio 2012.
7. ↑   Jeff Carlisle, Why this Spain side is all-time best, su espnfc.com, ESPN. URL consultato il 14 luglio 2012 (archiviato dall'url originale il 6 luglio 2012).
8. ↑   Bleacher Report, Spain vs. Italy: Euro 2012 Final Not Enough to Crown Spain Best Ever, su bleacherreport.com, Bleacher Report. URL consultato il 30 giugno 2013.
9. ↑  FIFA Team Of The Year rsssf.com
10. ↑   Euro 2012 - Spagna: risolto il mistero dello 'stemma francese', 23 giugno 2012.
11. ↑   Euro 2012, maglia Spagna: stemma è sbagliato!, 18 giugno 2012.
12. ↑  Lavric, Eva (2008). The linguistics of football. Gunter Narr Verlag. p. 354. ISBN 978-3-8233-6398-9.
13. ↑  Ian Hawkey. Spain's voice of football dies. The Sunday Times, 18 ottobre 2009.
14. ↑  Ramon Diez, La imaginación de la Deportiva se topa hoy con el autobús de Fabri. Diario de León, 29 gennaio 2006.
15. ↑  Raphael Honigstein. Why Spain were anything but boring. CBC.ca, 8 luglio 2010.
16. ↑   Dan Ross, Pukki the hero as Finland frustrate Spain, UEFA, 22 marzo 2013. URL consultato il 9 agosto 2014.
17. ↑   World Cup qualifier: Spain on verge of qualification after 2-1 win over Belarus, in Sky Sports News, 11 ottobre 2013. URL consultato il 9 agosto 2014.
18. ↑   World Cup qualifiers: Holders Spain secured their passage with a 2-0 win over Georgia, in Sky Sports News, 15 ottobre 2013. URL consultato il 9 agosto 2014.
19. 1 2  Ritirata durante le qualificazioni.
20. ↑  Come da regolamento FIFA vengono considerate le sole edizioni comprese tra il 1908 ed il 1948 in quanto sono le uniche ad essere state disputate dalle Nazionali maggiori. Per maggiori informazioni si invita a visionare questa pagina.
21. ↑  Qualificata come vincitrice del Campionato europeo di calcio 2008
22. ↑  Qualificata come vincitrice del Campionato mondiale di calcio 2010
23. ↑  Originariamente previsto per il 2020, fu posticipato al 2021 in seguito alla pandemia di COVID-19 del 2019-2021
24. ↑  (ES) Lista de convocados para la final four de la UEFA Nations League, su rfef.es. URL consultato il 26 maggio 2025.
25. ↑  (EN)  Spain - Record International Players rsssf.com
26. ↑  I migliori marcatori europei di sempre in nazionale uefa.com
27. ↑   Pallone d'Oro: tra gli allenatori vince Mourinho, su inter.it, 10 gennaio 2011. URL consultato il 26 marzo 2015.
28. ↑   Mou, suo pure il Pallone d'oro, su gazzetta.it, 10 gennaio 2011. URL consultato il 26 marzo 2015.
29. ↑  (EN) World Football Elo Ratings: Spain, su eloratings.net, Elo Ratings.
30. ↑  Spain - List of Results National
31. ↑  (ES) Javier Estepa, De pasear la estrella a ver las estrellas [From parading star to seeing stars], in Marca, 17 novembre 2013. URL consultato il 15 ottobre 2020.
32. ↑  (ES) La FIFA anula el Guinea-España [FIFA annuls Guinea-Spain], in Diario AS, 31 dicembre 2013. URL consultato il 15 ottobre 2020.
33. ↑  (ES) Juanfran Torres, su Selección Española de Fútbol. URL consultato il 15 ottobre 2020 (archiviato dall'url originale il 10 dicembre 2022).
34. ↑   Jordan v.s Spain (soccerway).